# Li Nan (Tischtennisspielerin)
Li Nan (chinesisch 李楠, Pinyin Lǐ Nán; * 17. Juni 1982) ist eine chinesische Tischtennisspielerin, die Anfang der 2000er Jahre mehrere Titel bei den Asienmeisterschaften gewann.

## Werdegang
Li Nan entstammt einer Tischtennisfamilie. Sowohl ihr Vater Li Zhenshi als auch ihre Mutter Zhang Li waren mehrfache Weltmeister. Li Nan ist mit dem deutschen Tischtennisspieler und -trainer Stefan Feth verheiratet.
Von 1999 bis 2007 wurde Li Nan für vier Weltmeisterschaften nominiert, wo sie ausschließlich in den Individualwettbewerben antrat. Dabei erreichte sie 1999 im Einzel und 2003 im Mixed mit Wang Hao das Halbfinale. 2000 und 2003 nahm sie an den Asienmeisterschaften teil, wo sie beide Male im Einzel ins Finale gelangte und mit der chinesischen Mannschaft Asienmeister wurde. Zudem holte sie 2003 noch den Titel im Doppel mit Guo Yan und im Mixed mit Liu Guozheng. 
Dreimal qualifizierte sie sich für die Teilnahme an den Pro Tour Grand Finals, bei denen sie jeweils im Doppel vordere Plätze erreichte: 1999 Halbfinale mit Lin Ling, 2002 Silber mit Zhang Yining und 2003 Bronze mit Guo Yan. 2002 wurde sie für den World Cup eingeladen als Ersatz für die nicht antretende Wang Nan. Hier kam sie bis ins Endspiel, in dem sie Zhang Yining unterlag.
Li Nan's beste Platzierung in der ITTF-Weltrangliste war Rang vier, den sie 2002 mehrere Monate lang innehatte.
2007 wechselte Li Nan in die deutsche Bundesliga zum FSV Kroppach, wo sie noch heute (2011) gemeldet ist.

## Turnierergebnisse
| Verband | Veranstaltung           | Jahr | Ort             | Land | Einzel        | Doppel        | Mixed         | Team |
| ------- | ----------------------- | ---- | --------------- | ---- | ------------- | ------------- | ------------- | ---- |
| CHN     | Asienmeisterschaft ATTU | 2003 | Bangkok         | THA  | Silber        | Gold          | Gold          | 1    |
| CHN     | Asienmeisterschaft ATTU | 2000 | Doha            | QAT  | Silber        | Viertelfinale |               | 1    |
| CHN     | Asian Cup               | 2006 | Kobe            | JPN  | 3. Platz      |               |               |      |
| CHN     | Asienspiele             | 2002 | Busan           | KOR  |               | Silber        | Halbfinale    | 2    |
| CHN     | Pro Tour                | 2007 | St Petersburg   | RUS  | letzte 16     | Gold          |               |      |
| CHN     | Pro Tour                | 2006 | Zagreb          | HRV  | Viertelfinale | Gold          |               |      |
| CHN     | Pro Tour                | 2006 | Velenje         | SVN  | Viertelfinale | Halbfinale    |               |      |
| CHN     | Pro Tour                | 2004 | Changchun       | CHN  | letzte 16     | Halbfinale    |               |      |
| CHN     | Pro Tour                | 2003 | Malmö           | SWE  | letzte 32     | letzte 16     |               |      |
| CHN     | Pro Tour                | 2003 | Aarhus          | DEN  | Viertelfinale | Halbfinale    |               |      |
| CHN     | Pro Tour                | 2003 | Bremen          | GER  | letzte 64     | Halbfinale    |               |      |
| CHN     | Pro Tour                | 2003 | Kobe            | JPN  | Halbfinale    | Silber        |               |      |
| CHN     | Pro Tour                | 2003 | Guangzhou       | CHN  | Viertelfinale | Silber        |               |      |
| CHN     | Pro Tour                | 2003 | Jeju-Si         | KOR  | Viertelfinale | Viertelfinale |               |      |
| CHN     | Pro Tour                | 2002 | Farum           | DEN  | Viertelfinale | Gold          |               |      |
| CHN     | Pro Tour                | 2002 | Warschau        | POL  | letzte 16     | Gold          |               |      |
| CHN     | Pro Tour                | 2002 | Fort Lauderdale | USA  | letzte 32     | Gold          |               |      |
| CHN     | Pro Tour                | 2002 | Doha            | QAT  | Halbfinale    | Halbfinale    |               |      |
| CHN     | Pro Tour                | 2002 | Kairo           | EGY  | Gold          | Gold          |               |      |
| CHN     | Pro Tour                | 2002 | Wels            | AUT  | Gold          | Silber        |               |      |
| CHN     | Pro Tour                | 2001 | Rotterdam       | NED  | letzte 16     | Viertelfinale |               |      |
| CHN     | Pro Tour                | 2001 | Hainan          | CHN  | Viertelfinale | Scratched     |               |      |
| CHN     | Pro Tour                | 2001 | Zagreb          | HRV  | Silber        | Rd 1          |               |      |
| CHN     | Pro Tour                | 2000 | Farum           | DEN  | Halbfinale    | Silber        |               |      |
| CHN     | Pro Tour                | 2000 | Chang Chun City | CHN  | letzte 16     | Viertelfinale |               |      |
| CHN     | Pro Tour                | 1999 | Karlskrona      | SWE  | letzte 16     | Viertelfinale |               |      |
| CHN     | Pro Tour                | 1999 | Lievin          | FRA  | letzte 32     | Gold          |               |      |
| CHN     | Pro Tour                | 1999 | Guilin          | CHN  | Halbfinale    | Gold          |               |      |
| CHN     | Pro Tour Grand Finals   | 2003 | Guangzhou       | CHN  | letzte 16     | Halbfinale    |               |      |
| CHN     | Pro Tour Grand Finals   | 2002 | Stockholm       | SWE  | letzte 16     | Silber        |               |      |
| CHN     | Pro Tour Grand Finals   | 1999 | Sydney          | AUS  |               | Halbfinale    |               |      |
| CHN     | Weltmeisterschaft       | 2007 | Zagreb          | HRV  | keine Teiln.  | Viertelfinale | keine Teiln.  |      |
| CHN     | Weltmeisterschaft       | 2003 | Paris           | FRA  | letzte 64     |               | Halbfinale    |      |
| CHN     | Weltmeisterschaft       | 2001 | Osaka           | JPN  | Viertelfinale | keine Teiln.  | letzte 16     |      |
| CHN     | Weltmeisterschaft       | 1999 | Eindhoven       | NED  | Halbfinale    | letzte 16     | Viertelfinale |      |
| CHN     | World Cup               | 2002 | Singapur        | SIN  | Silber        |               |               |      |